# Jean Wall (saint)
Pour les articles homonymes, voir Saint Jean et Jean Wall (homonymie).
Jean Wall, en religion Joachim de Sainte-Anne (né vers 1620 à Preston, Lancashire, Angleterre et mort le 22 août 1679 à Worcester, Angleterre), est un prêtre catholique anglais arrêté et exécuté sous le règne de Charles II.

## Biographie
Membre d'une famille riche et réputée du Lancashire, restée fidèle à l'Église catholique malgré la crise anglicane, il désire très jeune de devenir prêtre, à l'image de son frère Guillaume, qui deviendra bénédictin et échappera de peu à la mort. Secrètement, et sous le pseudonyme de Jean Mash pour échapper aux espions et informateurs présents sur le continent, il part pour la France et s'inscrit le 5 novembre 1641 au Collège anglais de Douai pour recevoir sa formation de futur prêtre. Il est ordonné prêtre en 1645.
Le 12 mai 1648, il retourne en Angleterre sous les faux noms de Francis Johnson et Francis Dormore. Pendant plusieurs années, il vit caché et visite les familles anglaises restées fidèles à l'Église catholique. Souhaitant, semble-t-il, devenir franciscain il retourne à Douai en janvier 1651. Ses qualités spirituelles étant reconnues de tous, il est choisi par son ordre pour devenir maître des novices (en), avant de repartir en 1656 pour le Worcestershire, cette fois-ci sous le nom de Francis Webb. Après 22 ans de ministère sans se faire arrêter, il est appréhendé en décembre 1678 près de Bromsgrove. Son procès a lieu le 25 avril 1679.
Il est alors envoyé à Londres et accusé de faire partie du « complot papiste », inventé de toutes pièces par l'anglican Titus Oates. Aucune preuve de son implication ne pouvant être retenue contre Jean Wall, on lui offre de lui laisser la vie sauve, à la condition qu'il épouse la religion anglicane, ce qu'il refuse, préférant ainsi le martyre à l'abjuration de la foi catholique. 
Jean Wall est renvoyé à Worcester et exécuté à Red Hill, le 22 août 1679.

## Vénération
Jean Wall fut béatifié en 1929 par le pape Pie XI, puis canonisé le 25 octobre 1970 par le pape Paul VI. Il est fêté en même temps que Jean Jones, le 12 juillet, et le 25 octobre en tant que l'un des Quarante martyrs d'Angleterre et de Galles.